# Love Rears Its Ugly Head
"Love Rears Its Ugly Head" (em português:  O Amor Mostra seu Lado Feio) é o segundo single do álbum Time's Up, lançado em 1990 pela banda Living Colour. Tem o estilo da maioria dos singles anteriores do grupo, uma canção de  rock com toques de R&B, principalmente nos vocais. É mais conhecido por suas partes de guitarra funk, estilo que permeia durante a canção inteira.
Embora a canção não tenha entrado na Billboard Hot 100, alcançou a posição #8 na parada Alternative Songs nos Estados Unidos, e, uma nova versão remixada com vocais regravados e uma menor influência de rock, foi o maior sucesso da banda no Reino Unido, alcançando a posição #12 na UK Singles Chart, parada oficial do Reino Unido.

## Faixas
Países Baixos/Reino Unido 7" Single
| N.º | Título                                      | Duração |  |
| 1.  | "Love Rears Its Ugly Head" (Soul Power Mix) | 4:03    |  |
| 2.  | "Love Rears Its Ugly Head" (LP Version)     | 4:17    |  |

Países Baixos 12" Single
| N.º | Título                                                         | Duração |  |
| 1.  | "Love Rears Its Ugly Head" (Soul Power Mix)                    | 4:05    |  |
| 2.  | "Love Rears Its Ugly Head" (Soul Power Mix - Hip Hop Version)  | 5:09    |  |
| 3.  | "Love Rears Its Ugly Head" (Soul Power Mix - Extended Version) | 5:50    |  |
| 4.  | "Type" (Dance Mix)                                             | 4:56    |  |

Reino Unido CD Single
| N.º | Título                                                        | Duração |  |
| 1.  | "Love Rears Its Ugly Head" (Soul Power Mix)                   | 4:03    |  |
| 2.  | "Love Rears Its Ugly Head" (Soul Power Mix - Hip Hop Version) | 5:07    |  |
| 3.  | "Love Rears Its Ugly Head" (LP Version)                       | 4:17    |  |
| 4.  | "Love and Happiness"                                          | 5:09    |  |

Estados Unidos 12" Single
| N.º | Título                                      | Duração |  |
| 1.  | "Love Rears Its Ugly Head" (Soulpower Mix)  | 8:14    |  |
| 2.  | "Love Rears Its Ugly Head" (Hip Hop Mix)    | 5:10    |  |
| 3.  | "Elvis Is Dead" (Elvis Is in the House Mix) | 7:05    |  |
| 4.  | "Elvis Is Dead" (Zans Is Dead Dub)          | 3:51    |  |

## Desempenho nas paradas musicais
| Parada musical (1990/1991)                  | Melhor posição |
| ------------------------------------------- | -------------- |
| Austrália - ARIA Charts                     | 10             |
| Estados Unidos - Alternative Songs          | 8              |
| Estados Unidos - Hot Mainstream Rock Tracks | 28             |
| Países Baixos - Dutch Top 40                | 16             |
| Reino Unido - UK Singles Chart              | 12             |